# La unión es la fuerza

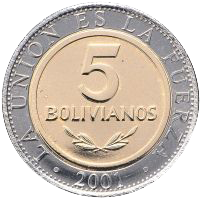
Moneta 5 bolivianos z widniejącym mottem

La union es la fuerza (hiszp. Jedność jest siłą) - jest oficjalną dewizą państwową Boliwii, po raz pierwszy pojawiła się w konstytucji z 1825 roku. Widnieje na wszystkich monetach boliwijskich.